# Lauren Woolstencroft
Lauren Woolstencroft (Calgary, 24 de noviembre de 1981) es una deportista canadiense que compitió en esquí alpino adaptado. Ganó diez medallas en los Juegos Paralímpicos de Invierno entre los años 2002 y 2010.

## Palmarés internacional
| Juegos Paralímpicos | Juegos Paralímpicos        | Juegos Paralímpicos | Juegos Paralímpicos      |
| Año                 | Lugar                      | Medalla             | Prueba                   |
| ------------------- | -------------------------- | ------------------- | ------------------------ |
| 2002                | Salt Lake (Estados Unidos) | Medalla de oro      | Eslalon LW3,4,9          |
| 2002                | Salt Lake (Estados Unidos) | Medalla de oro      | Supergigante LW3,4,6/8,9 |
| 2002                | Salt Lake (Estados Unidos) | Medalla de bronce   | Eslalon gigante LW3,4,9  |
| 2006                | Turín (Italia)             | Medalla de oro      | Eslalon gigante de pie   |
| 2006                | Turín (Italia)             | Medalla de plata    | Supergigante de pie      |
| 2010                | Vancouver (Canadá)         | Medalla de oro      | Descenso de pie          |
| 2010                | Vancouver (Canadá)         | Medalla de oro      | Eslalon de pie           |
| 2010                | Vancouver (Canadá)         | Medalla de oro      | Eslalon gigante de pie   |
| 2010                | Vancouver (Canadá)         | Medalla de oro      | Supergigante de pie      |
| 2010                | Vancouver (Canadá)         | Medalla de oro      | Supercombinada de pie    |